# Кинг (река, Тасмания)
Кинг (англ. King River) — река в западной части Тасмании (Австралия). Она считается одной из самых загрязнённых рек Тасмании из-за деятельности медного рудника рядом с Куинстауном, который начал функционировать в конце XIX века.

## География

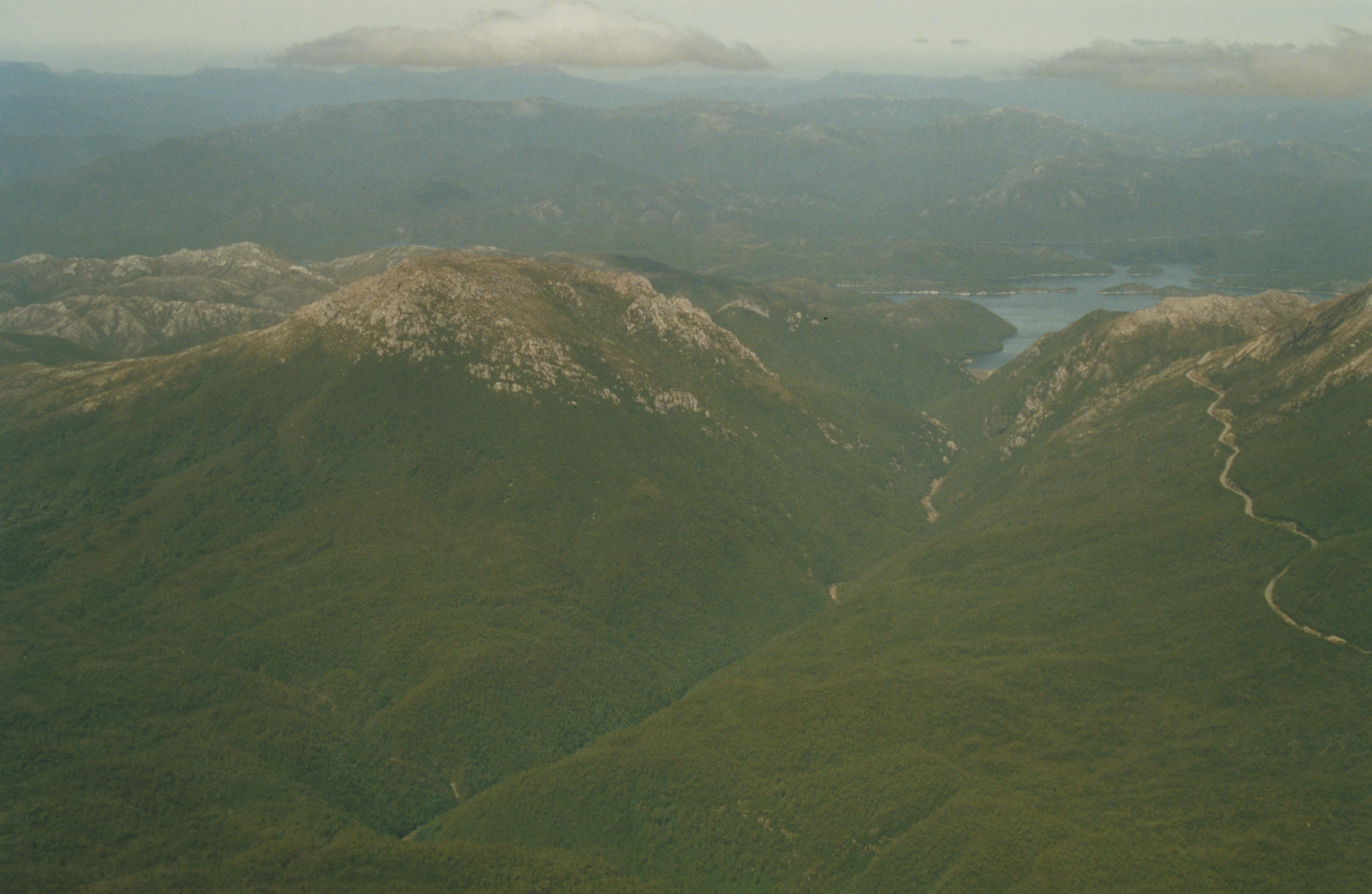
Снимок с высоты — на заднем плане озеро Бербери, из которого по ущелью вытекает река Кинг (слева гора Хаксли, справа склон горы Джакс)

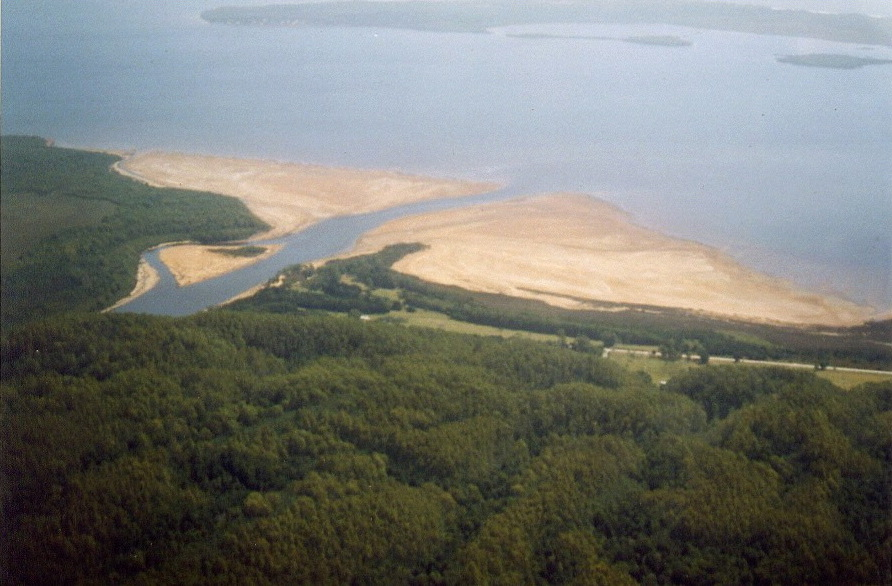
Река Кинг в месте впадения в залив Маккуори

В конце 1980-х годов на реке Кинг была построена плотина Кротти (Crotty Dam), которая была введена в действие в 1991 году и изначально называлась Кинг-Ривер (King River Dam). В результате на реке Кинг образовалось искусственное озеро Бербери (Lake Burbury).
Это озеро затопило верховья реки Кинг, которая ранее брала своё начало в районе горной гряды Элдон (Eldon Range). В настоящее время в озеро Бербери впадает несколько рек — Элдон (Eldon River), Саут-Элдон (South Eldon River), Принцесс (Princess River), Гавернер (Governor River) и другие, а вытекает (через плотину Кротти) река Кинг. По площади (49 км²) озеро Бербери находится на шестом месте среди естественных и искусственных озёр Тасмании.
Плотина Кротти находится примерно в 15 км юго-восточнее Куинстауна — самого большого города в западной части Тасмании. От плотины река Кинг течёт на запад (немного к югу), протекая по ущелью между горами Хаксли (Mount Huxley) с севера и Джакс (Mount Jukes) с юга.
Правым (северным) притоком реки Кинг является река Куин (Queen River), берущая своё начало немного севернее Куинстауна. В течение многих десятков лет через реку Куин попадали загрязняющие седименты, связанные с деятельностью медного рудника у горы Лайелл (Mount Lyell) рядом с Куинстауном. С левой стороны (с юга) в реку Кинг впадает река Гэрфилд (Garfield River).
Примерно в 5 км юго-восточнее города Стран река Кинг впадает в залив Маккуори, который соединяется с Индийским океаном. Перед впадением в залив Маккуори река Кинг протекает через лесной заказник Типокана (Teepookana Forest Reserve). В нижней части по северному берегу реки проходит восстановленная туристская железная дорога West Coast Wilderness Railway, одна из остановок которой (Lowana) находится недалеко от устья реки Кинг.

## Хозяйственное использование
В 6,5 км ниже плотины Кротти на реке Кинг находится гидроэлектростанция Джон-Баттерс (John Butters Power Station, мощностью 143 мегаватт), введённая в эксплуатацию в 1992 году и названная в честь первого генерального менеджера и главного инженера компании Hydro Tasmania.